# Erste Bank Novi Sad
Erste Bank a.d. Novi Sad es un banco serbio filial del Erste Group. Tiene sede en Novi Sad, Serbia.

## Historia
Fundado en 1864 como Novosadska banka, en agosto de 2005 la compañía austriaca Erste Group tomó una participación mayoritaria (83.3%) sobre el capital del banco entonces público. Pagó al Gobierno de Serbia un montante de €73,2 millones. Unos meses más tarde, en mayo de 2006, Erste Group poseía ya un capital cercano al 100% de participación en la propiedad del banco, que más tarde cambió oficialmente su nombre por el de "Erste Bank Novi Sad".